# Pelusa (material)

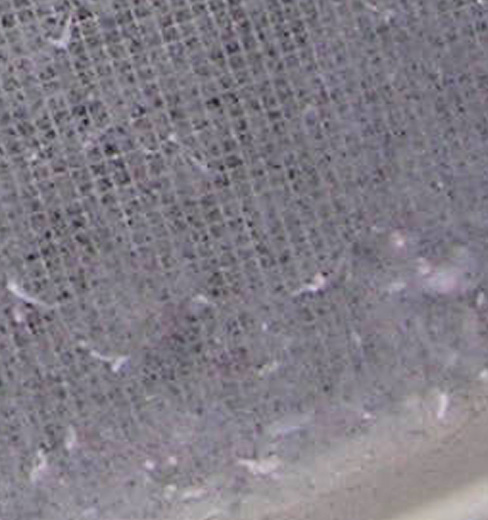
Pelusa acumulada en un filtro.

La pelusa o pelusilla es el nombre común para acumulaciones visibles de fibras textiles y otros materiales, que normalmente se encuentran en  la ropa y alrededor de la misma. Proceden de ciertos materiales utilizados en la fabricación de prendas de vestir, tales como algodón, lino o lana, las cuales contienen numerosas fibras muy cortas y están agrupadas juntas.
Durante el curso del desgaste normal, estas fibras pueden o bien separarse o ser empujadas fuera del tejido del que forman parte. Esta es la razón por la que los artículos muy usados como camisas y toallas quedan más delgados con el tiempo, y por qué estas partículas se acumulan en el filtro de pelusa de la secadora de ropa.
Debido a su baja superficie, la estática provoca que las fibras que se han desprendido de una prenda de vestir a continuación se peguen entre sí y con otros objetos o superficies con las que entran en contacto. Otras fibras distintas o partículas pequeñas también se acumulan con estas fibras de ropa, incluyendo pelo humano, pelo de animales, células de la piel, fibras vegetales, polen, polvo y microorganismos. 

## Etimología
La etimología de la palabra moderna "pelusa" se relaciona con "pelillo", el término que se utiliza para el cultivo de las fibras más cortas de la planta de algodón (Gossypium), también llamado "pelusa", de la que se fabrican los productos de algodón de baja calidad. La pelusa se compone de hilos de todos los colores, que combinan sus tonalidades y pueden parecer de un color gris uniforme.